# Lastours
Lastours es un pequeño pueblo y comuna francesa, situada en el departamento del Aude y la región de Languedoc-Roussillon.
A sus habitantes se les denomina con el gentilicio de Lastourois.

## Lugares de interés
- Castillos de Lastours, clasificados como castillos cátaros.